# Gryffindor
Gryffindor es una de las cuatro casas en las que se dividen los estudiantes del Colegio Hogwarts de Magia y Hechicería en los libros de Harry Potter.
Gryffindor fue fundada por Godric Gryffindor, un gran mago honorable y valiente nacido en Godric's Hollow, el mismo pueblo que Harry y Albus Dumbledore.
De esta casa han salido magos muy honorables tales como Harry Potter, Hermione Granger, Minerva McGonagall, Ron Weasley, Neville Longbottom, Albus Dumbledore, etc.

## Datos y características principales de la casa Gryffindor
- Jefa de la casa: Minerva McGonagall.
- Colores representativos: escarlata y dorado.
- Animal representativo: león.
- Fundador: Godric Gryffindor.
- Fantasma: Sir Nicholas de Mimsy-Porpington (más conocido como Nick Casi Decapitado).
- Características: coraje y valentía. Un buen miembro de Gryffindor tiene gran osadía, temple y caballerosidad. Son capaces de todo por defender en lo que creen y nunca se dan por vencidos. También son capaces de romper las reglas si es necesario y les encantan los retos, cuanto más difíciles, mejor. Se atreven a lo que la mayoría no se atreve. En cada obstáculo ven una oportunidad para demostrar quienes son realmente.
- Localización: la Torre de Gryffindor, o torre este, en el séptimo piso del castillo. A un lado de la torre oeste, o torre de Ravenclaw.
- Curiosidad: Godric Gryffindor solo acogía a los magos valientes y honorables, ya que eso era lo que el fundador más apreciaba.
- Reliquia más preciada: su espada (perteneció a Godric Gryffindor), aunque también está el Sombrero Seleccionador, que es el sombrero de Godric Gryffindor.
- Significado del nombre: grifo dorado.
- Elemento de Gryffindor: fuego, pues está asociado con el valor y el coraje de esta casa.

## Sala común de Gryffindor
La casa Gryffindor, al igual que las demás, posee una sala común donde los estudiantes pueden sentarse frente al fuego de la chimenea a realizar sus tareas, conversar y celebrar cuando la ocasión lo permita (por ejemplo, victorias en partidos de Quidditch, victoria de la Copa de Las Casas, etc.).
La puerta está guardada por la Dama Gorda (aunque es reemplazada por un tiempo por Sir Cadogan en el tercer libro), que pide la contraseña a los estudiantes antes de entrar, la que cambia con frecuencia. Desde el enfrentamiento entre los fundadores Godric Gryffindor y Salazar Slytherin, fundador de la casa Slytherin, estas dos casas forjaron una rivalidad eterna.
Los chicos y las chicas duermen en habitaciones separadas como en el resto de las casas, a las que se accede por dos escaleras distintas. 
Está ubicada en el séptimo piso, en la torre este.

## Listado de alumnos famosos
- Harry Potter
- Hermione Granger
- Ron Weasley
- Neville Longbottom
- Albus Dumbledore
- Minerva McGonagall
- George Weasley
- Fred Weasley
- Percy Weasley
- Ginny Weasley
- Seamus Finnigan
- Dean Thomas
- Parvati Patil
- Lavender Brown
- Molly Prewett
- Arthur Weasley
- Sirius Black
- Remus Lupin
- Peter Pettigrew
- Cormac McLaggen
- Oliver Wood
- Angelina Johnson
- Katie Bell
- Alicia Spinnet
- Colin Creevey
- Dennis Creevey
- Lee Jordan
- Bill Weasley
- Charlie Weasley
- James Potter
- Lily Evans
- Nicholas de Mimsy-Porpington